# Delve
Pour l'agrégateur de contenu, voir Microsoft Office 365#Office 365 Entreprise.
Delve est une commune allemande du Schleswig-Holstein, située dans l'arrondissement de Dithmarse (Kreis Dithmarschen), à 16 kilomètres au nord-est de la ville de Heide. Delve est l'une des 34 communes de l'Amt Kirchspielslandgemeinden Eider dont le siège est à Hennstedt.